# Malabon
Malabon là một thành phố cấu thành nên Metro Manila (Vùng Thủ đô Quốc gia) của Philippines. Thành phố nằm ở phía bắc của Manila. Dân số thành phố là 363.681 người vào năm 2007. Đất đai của thành phố chủ yếu là để xây dựng nhà cửa và các cơ sở công nghiệp và đây là một trong những thành phố có mật độ dân cư cao nhất của vùng đô thị. Tổng diện tích toàn thành phố là 19,714 km². So sánh với cách phân chia hành chính tại Việt Nam thì thành phố này có thể coi là một "quận" của một thành phố thống nhất (Metro Manila).
Malabon là một phần của một tiểu vùng của Metro Manila thường được gọi là CAMAVANA, CAMAVANA gồm có các thành phố Calooncan, Malabon, Navotas và Valenzuela. Caloon can nằm ở phía đông và nam, Navotas nằm ở phía tây và Valenzuela nằm ở phía bắc. Malabon cũng có ranh giới với Obando của tỉnh Bulacan ở phía tây bắc.